# Doris Gluth
Doris Gluth (* 19. Dezember 1955 in Stralsund) ist eine ehemalige deutsche Mittelstreckenläuferin, die für die DDR startete.
Über 1500 Meter gewann sie Silber bei den Junioreneuropameisterschaften 1973 in Duisburg und wurde Neunte bei den Halleneuropameisterschaften 1974 in Göteborg.
Bei den Olympischen Spielen 1976 in Montreal kam sie über 800 Meter auf den siebten Platz.
1979 wurde sie DDR-Hallenmeisterin über 1500 Meter.
Doris Gluth startete für den SC Empor Rostock.

## Persönliche Bestzeiten
- 400 m: 54,50 s, 8. Mai 1976, Dresden
- 800 m: 1:58,11 min, 29. Mai 1976, Karl-Marx-Stadt
- 1000 m: 2:41,4 min, 28. August 1974, Potsdam
- 1500 m: 4:07,0 min, 20. Mai 1976, Dresden